# Норок
Норо́к — одна из первых советских поп- и рок-групп — вокально-инструментальный ансамбль.

## История
Был основан при Молдавской филармонии в середине 1960-х годов.
Идея создания и музыкальное руководство осуществлял молодой композитор Михай Долган. В сентябре 1965 года директор филармонии Александр Федько дал возможность создать ансамбль в Кишинёве и взял Долгана в качестве его лидера. Название ансамблю — «Норок» («удача», «счастливый случай», также «судьба») было выбрано директором филармонии. Для выступления ансамбля «Норок» на публике и официального включения его в состав филармонии, было необходимо одобрение филармонии и худсовета Министерства культуры. После прослушивания в 1966 году Совет по делам искусств запретил создание ансамбля. Музыковед Д. Прянишников выступил против принятия концертной программы, сославшись на то, что музыка ансамбля прозападной ориентации и направлена на «сексуальную пропаганду». Но вскоре ансамблю разрешили восстановить программу и после второго прослушивания «Норок» был принят в кишинёвскую филармонию.
В марте 1966 года в Кишинёвской государственной филармонии состоялся дебютный концерт ансамбля. Состав ансамбля был такой: Михай Долган (клавишные — Hammond орган, вокал), Евгений Воробьёв, Виктор Легаци (вокал), Валентина Репечи (вокал), Василе Вердеш, Виктор Руснак, Штефан Петраке и Ольга Сорокина. В 1967 членом группы «Норок» станл Вячеслав Гробован. В 1968 году в ансамбль пришли Тудор Гораш (гитара, гармоника), Костица Думитру (гитара-соло), певец Ион Суручану (на смену Виктору Легаци) и певица Лидия Ботезату (вместо Валентины Репечи). На фирме «Мелодия» вышла первая грампластинка ансамбля — миньон с песнями «О чём плачут гитары» и «Артист поёт». В 1969 году в ансамбль пришли Александр Казаку (соло гитара, вокал), Валентин Гога (ударные) и Дмитрий Куцела (ритм-гитара), а фирма «Мелодия» выпустила миньон с песнями «О чём плачут гитары», «Дор-доруле», «Артист поёт» и «Дети солнца». Весной этого же года Михай Долган и Лидия Ботезату поженились.
В 1970 году «Норок» принял участие в Международном фестивале «Братиславская лира», представляя там фирму «Мелодия». Ансамбль получил «Приз зрительских симпатий» за песню «Зачем». Вскоре после фестиваля ансамбль отправился в тур по Украине: Винница — Тернополь — Черновцы — Хмельницкий — Одесса. Этот гастрольный тур принёс ансамблю первые неприятности, поскольку вызвал слишком бурную публичную реакцию зрителей.
Осенью ансамбль «Норок» собирался ехать на гастроли в Южную Америку. Но 10 сентября 1970 года Александр Федько сообщил, что ансамбль расформирован. Причиной расформирования были указаны отсутствие дисциплины, продвижение художественных ценностей низкого качества, отсутствие сценического образа и здоровых идеологических ориентаций. В 1971—1972 годах некоторые из бывших участников ансамбля Норок перебрались в черкасскую филармонию, где работали в течение года с названием «О чём поют гитары». Тогда в ансамбль пришёл брат Анатолия Казаку Александр. В составе ансамбля также появились супруги Владимир и Елена Пресняковы.
Весной 1973 года после расформирования ансамбля «О чём поют гитары». Валентин Гога в Москве присоединился к ансамблю «Дружба», аккомпанирующему певице Эдите Пьехе, в качестве конферансье. Ион Суручану вернулся в Кишинёв и выступал в качестве солиста местного оркестра радио и телевидения. Пресняковы уезхали в Сочи. Братья Казаку уехали в запорожскую филармонию, где стали участниками ансамбля «Крылья», а затем «Голоса дружбы» грузинской певицы Гюли Чохели. Позднее они перешли на работу в «Москонцерт». Михай Долган и Лидия Ботезату вернулись в Молдавию. Одновременно работали в филармонии в программе Ефима Балчану.
В мае 1974 года ансамблю позволили воссоединиться под названием «Контемпоранул». В состав ансамбля вновь были приняты Михай Долган, братья Казаку, Валентин Гога, Лидия Ботезату и Ион Суручану.
За 11 лет существования в ансамбле «Контемпоранул» участвовали Валерий Гаина, Юрий Садовник, Анатолий Нямцу, Анатолий Бивол, Рику Водэ, Георге Цопа, Нина Горбань, Джоржета и Оксана Чорич, Валерий Горгос и другие. Начиная с 1975 года в ансамбле работал Ион Алдя-Теодорович.
В 1976 году состав ансамбля был такой: Пётр Малай (саксофон), Ион Алдя-Теодорович (саксофон соло), Ливиу Штирбу (гитарист, композитор), Виктор Руснак (бас), Анатолий Макаровский (бэк-вокал), Иван Новгородский (барабаны), Михаил Пурышев (ударные), Лидия Ботезату (вокал), Михай Долган (клавишные, композиция, художественный руководитель). В 1977 вышел первый гигант ансамбля. Хитом стала песня «Весна», впоследствии вошедшая в репертуар Софии Ротару и других исполнителей.
В 1980 году ВИА «Контемпоранул» принял участие в фестивале «Песня-80», где Штефан Петраке спел песню «Хоровод мира» (слова Георге Водэ, музыка Евгения Доги). На киностудии «Молдова-филм» был снят документальный фильм «Контемпоранул» (20 мин). В 1981 году на фирме «Мелодия» был выпущен следующий «гигант» ансамбля. В 1983 году вышел гигант под названием «Карнавал», записанный в 1982 году, а Нина Круликович дебютировала в «Контемпорануле», где пела до 1989 года.
В 1985 году ВИА «Контемпоранул» вернулся к названию «Норок». В 1987 году Михай Долган сочинил песню «Бессарабия» на стихи Думитру Матковски. После исполнения её на республиканском стадионе на фестивале молодёжи песня по решению властей была запрещена. В 1987 году Анатолий Рошкован получил от Михая Долгана приглашение перейти на работу в ансамбль «Норок», так как ушли Георге Цопа, Анатолий Бивол, Лариса Гелага и другие. Рошкован пробыл в ансамбле год. В 1988 году Михай Долган стал народный артистом, а сын Михая и Лидии Ботезату Раду Долган присоединился к группе «Норок», после того как отыграл в группе «Будущее» Анатолия Германа. С 1988 по 2008 год группа «Норок» превратилась в трио: Михай Долган, Лидия Ботезату и Раду Долган.
12 октября 2000 года усилиями Михая Черны и Александра Казаку, Михая Долгана и других в Национальном дворце в Кишинёве был организован совместный концерт. Участники обеих групп вновь встретились после 30 лет. 8 марта 2002 года — в 60-летний юбилей Михая Долгана и 45-летие его работы на сцене состоялся концерт «Артист поёт». В 2004 году в Кишинёве был записан первый компакт-диск группы «Норок» — «О чём поют гитары» из 13 песен в современной версии. В записи принимали участие: Игорь Кожокару (гитара), Анатолий Нуну (труба), Валентин Голомоз (саксофон), Валерий Прадиденко (саксофон) и другие. Солисты: Лидия Ботезату, Михай и Раду Долган. В марте 2008 года Михай Долган умер в Кишинёве. В 2010 году в интервью на Radio Moldova, Раду Долган объявил о «расконсервации» ансамбля «Норок» в составе Сергея Пуха (ударные), Джику Могылдя (бас), Владимира Андриана (клавишные), Сергея Кукеревау (гитара), Костицы Иешану (перкуссия), Андрея Павловски (звукорежиссёр), Лидии и Раду Долган (вокал).

## Другие исполнители песен группы
Песню «О чём плачут гитары» исполняли «Голубые гитары», «Весёлые ребята» («Взявшись за руки, вдвоём»), «Доктор Ватсон», всемирно известные соотечественники — группа «O-Zone», «Скажи зачем и почему» — Вадим Мулерман, «На-На».
Песню «Артист поёт» в 1970 году записал словацкий музыкант Антонин Гондолан под названием «Matka umiera» с новыми словами.

## Награды и звания
- Лауреат фестиваля лёгкой музыки в Братиславе (1970).

- Дискография:
- 1967—2007 — Noroc;
- 1969 — Вокально-инструментальный ансамбль «Норок» (EP);
- 1969 — Норок (1);
- 1969 — Норок (2);
- 1969 — Норок (3);
- 2004 — Любовное настроение;
- 2004 — О чём плачут гитары.